# Каста (Латинская Америка)

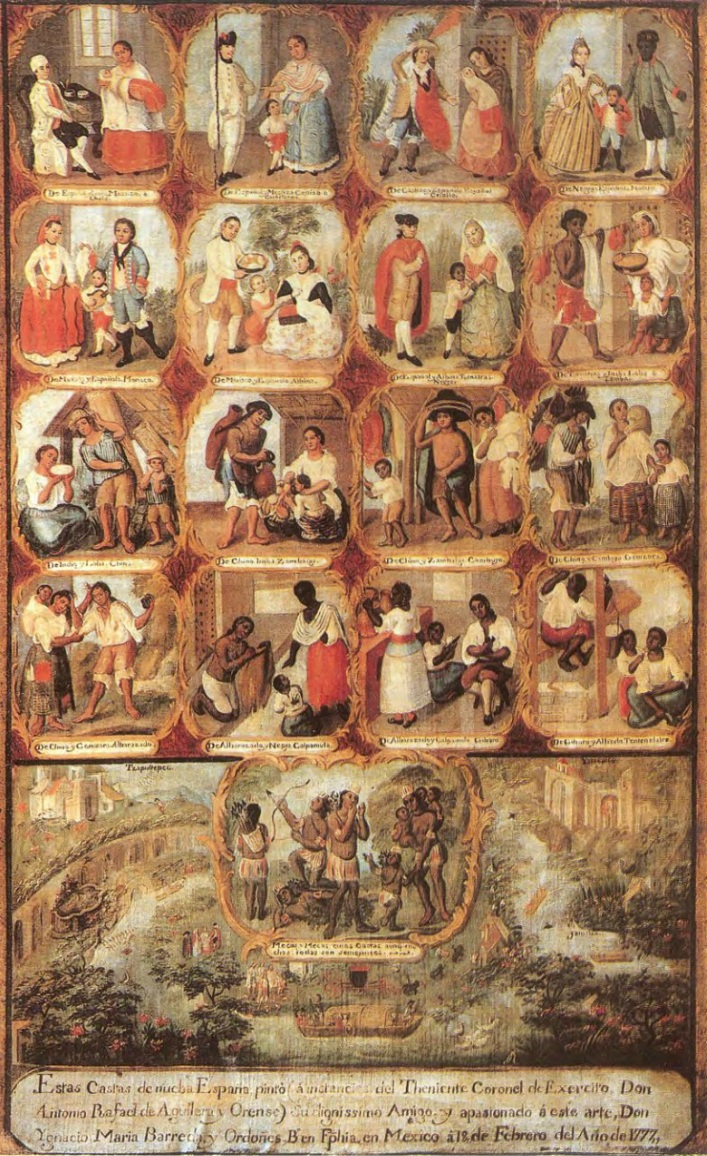
Структура мексиканской кастовой системы. Художник Игнасио Мария Барреда.

Каста (исп. casta) — система расовой иерархии, созданная испанской короной в американских колониях и на Филиппинах в колониальный период и официально существовавшая в XVII — XVIII веках, фактически же связанные с ней термины закрепились в бытовом обиходе и активно используются до сих пор.
Кастовая система представляла собой классификацию населения с точки зрения расового происхождения и процента той или иной «крови»: из этой системы происходят такие термины, как мулат, метис, самбо и т. д.
Помимо этой системы, параллельно существовала другая — классификация по степени усвоения «белой» культуры, различавшая «людей с разумом» (испанцев и испаноязычных аборигенов) и «людей без разума» (невестернизированных аборигенов).

## Особенности
Несмотря на то, что название данной системы было перенесено европейцами по аналогии на индийские варны, между ними и испанскими кастами существовало ключевое отличие: варны были вечными и относительно непроницаемыми (в крайне редких случаях допускались браки между представителями некоторых сопредельных варн), тогда как система испанских каст основывалась на неизбежности межрасового (и межкастового) смешения, и в этом смысле была гораздо более «свободной», чем более поздний апартеид в ЮАР и США.
В зависимости от расовых пропорций, те или иные касты были более или менее высокими по социальному положению, что сказывалось, в том числе, и на взимаемых налогах. В случае, если точное происхождение человека не было известно, его относили к касте, исходя из фенотипа. Белая кожа, светлые волосы и испанское происхождение повышали статус, а наличие африканской и в особенности индейской крови — понижали статус. В конечном итоге потомки чёрных и индейцев имели шанс «отбелиться» при условии вступления в браки с испанцами, что не было запрещено законодательно (опять же в отличие от США). В конечном счёте три четверти испанской крови давали человеку номинальное право приравнять себя к чистокровному испанцу, хотя на деле уроженцы Испании (peninsulares) всё равно имели более высокий статус, чем белые уроженцы колоний (креолы).

## Этимология
Слово casta используется в иберо-романских языках (испанском, португальском и др.) со средних веков в значении «родословная», «род», «раса», и в свою очередь происходит от лат. castus, «чистый, незапятнанный» в том смысле, что род не был «загрязнён». Это же слово потом было перенесено востоковедами на систему индийских варн и джати.

## Классификация
- Латиноамериканец полностью европейского происхождения — креол
- Коренной житель Америки — индеец
- Уроженец Африки — негр
- Потомок от смешанных браков всех трёх рас — меланджен
- Испанец × индеец — метис
- Испанец × метис — кастисо, castizo
- Кастисо × испанец — креол
- Индеец × негр — самбо
- Африканец × самбо — самбо-прието
- Метис × негр — симарон, cimarrón (не путать с беглыми рабами)[5]
- Испанец × негр — мулат
- Негр × мулат —  негро-фино, negro fino
- Испанец × самбо — морено, moreno
- Мулат × испанец — мориско (не путать с морисками в Испании)
- Испанец × мориско — альбино
- Альбино × испанец — сальта-атрас, salta atrás или saltapatrás
- Метис × мулат  — апиньонадо
- Индеец × метис — чоло, es:cholo или койоте
- Мулат × индеец — чино, chino
- Испанец × чоло или койоте — арнисо, harnizo
- Кастисо × метис — арнисо
- Койоте × индеец — чамисо
- Чино, chino × индеец — камбухо, cambujo
- Сальта-атрас × мулат — лобо
- Лобо × china — хибаро (не путать с амазонским племенем хиваро)
- Хибаро × мулат — альбаразадо, albarazado
- Альбарасадо × негр — камбухо, cambujo
- Камбухо × индеец — самбаиго, sambaigo
- Самбаиго × лобо — кампамулато, campamulato
- Кампамулато × камбухо — tente en el aire[6]

| Таблица латиноамериканских каст | Таблица латиноамериканских каст | Таблица латиноамериканских каст | Таблица латиноамериканских каст | Таблица латиноамериканских каст | Таблица латиноамериканских каст | Таблица латиноамериканских каст |
| родители                        | Испанец                         | Африканец                       | Индеец                          | Метис                           | Мулат                           | Самбо                           |
| ------------------------------- | ------------------------------- | ------------------------------- | ------------------------------- | ------------------------------- | ------------------------------- | ------------------------------- |
| Испанец                         | Креол                           | Мулат                           | Метис                           | Кастисо                         | Мориско                         | Морено                          |
| Африканец                       | Мулат                           | Негр                            | Самбо                           | Симарон                         | Негр                            | Самбо-прието                    |
| Индеец                          | Метис                           | Самбо                           | Индеец                          | Чоло                            | Чино                            | Камбухо                         |
| Метис                           | Кастисо                         | Симарон                         | Чоло                            | Метис                           | Апиньонадо                      | Меланджен                       |
| Мулат                           | Мориско                         | Негр                            | Чино                            | Апиньонадо                      | Мулат                           | Меланджен                       |
| Самбо                           | Морено                          | Самбо-прието                    | Камбухо                         | Меланджен                       | Меланджен                       | Самбо                           |